# Shaun Veldsman
Shaun Veldsman (ur. 2 października 1966 w Worcester) – południowoafrykański międzynarodowy sędzia rugby union. Sędziował w Vodacom Cup, Currie Cup, Super Rugby, a także w rozgrywkach reprezentacyjnych.
Z zawodu nauczyciel, sędziować zaczął w roku 1997. Sędziował w krajowych rozgrywkach Vodacom Cup i Currie Cup, w tym ich finały odpowiednio w 2004 i 2003, a w rozgrywkach Super 12 poprowadził sześć spotkań.
Na poziomie reprezentacyjnym był arbitrem w mistrzostwach świata U-19 w 2001 i 2003 oraz trzech testmeczów wśród seniorów.
Kontuzja kolana, której doznał w roku 2006, zakończyła jego karierę sędziego boiskowego, postanowił jednak kontynuować ją jako arbiter telewizyjny. W tej roli wykorzystywany był w zarówno w rozgrywkach ligowych, jak i reprezentacyjnych, w tym w The Rugby Championship oraz Pucharach Świata w 2011 i 2015.